# 피아노 협주곡 17번 (모차르트)
피아노 협주곡 17번 G장조, KV. 453은 볼프강 아마데우스 모차르트에 의해 1784년에 작곡된 피아노 협주곡이다.
이 작품은 피아노 독주, 플루트, 오보에 2 개, 바순 2개, 호른 2개, 현악기로 편성되어 있다. 3악장으로 되어 있다.